# Иштван II Чак
 Иштван (Стефан) II Чак (венг. Csák nembeli (II.) István; ? — 1307/1309) — венгерский дворянин и землевладелец, граф Бакони (1280).

## Биография
Представитель Тренчинской лини венгерского клана Чак. Второй сын Марка I Чака, ишпана комитата Хонт (1247). Его двоюродным братом был крупный венгерский аристократ Мате (Матуш) III Чак.
У Иштвана было четверо детей: Марк II, Петер III, который занимал должность конюшего (1314—1317), Иштван III, и дочь, которая стала женой Роланда III Ратота, сына палатина Венгрии Роланда II Ратота.
Иштван Чак и его потомки остались землевладельцами вблизи старинного поместья рода Чаквар, в то время как его двоюродные братья приобрели владения в северо-западных графствах Венгерского королевства, где позднее Мате III Чак, как самый могущественный аристократ, правил де-факто независимо от короля и узурпировал королевские прерогативы на своём королевстве. Иштван также пытался установить свой домен, независимый от центральной власти, расширяя своё влияние на территории, которые окружали его владения и центр, Замок Чокаке. Его методы приобретения земли были насильственными. Король Венгрии Андраш III назвал его «могущественным тираном страны» (лат. fortissimus tirannus regni nostri) в 1295 году, когда Иштван захватил и заключил в тюрьму членов семьи Сюттеев, родственников клана Чак, в комитате Эстергом. В 1301 году Генрих, аббат Баконибеля, пожаловался королю, что Иштван притесняет весь комитат Веспрем. Через шесть лет капитул Эстергома протестовал против него, потому что Иштван Чак насильственно удерживал Дьермели, Эполя и Дорог, не допуская туда пробста архиепископа в течение 20 лет.
Экономические интересы Иштван Чака отличались от интересов его кузенов. Он приобрёл земли к югу от Дуная, в то время как Мате III и другие члена рода Чак заполучили владения к северу от реки. В результате, согласно генеалогии, Иштван основал новую придунайскую боковую ветвь в пределах Тренчинской линии. Он владел Коберсдорфом (Кабольдом), Шопронским комитатом в качестве королевского подарка, замками Баторке и Чеснек в комитате Веспрем, замком Гештес в комитате Комаром и замком Байо в комитате Эстергом. Это территориальное разделение исключало возможное столкновение между Иштваном и его кузенами. Первоначально они развивались в политическом отношении таким же образом. Они выступили против короля Венгрии Андраша III и присоединились к оппозиции династии Арпадов. 10 февраля 1300 года король Карл II Неаполитанский внёс всех троих в список сторонников своего внука Карла Роберта. В июне 1300 года братья Боссани, Варла и Иризлаус, по приказу короля напали на владения клана Чак. Их армия также разграбила владения Иштвана.
После угасания династии Арпадов со смертью короля Андраша III в 1301 году, две родственные ветви клана Чак стали политически изолированы друг от друга. Во время начавшейся войны за престолонаследие Иштван Чак поддерживал Карла Роберта, в то время как Мате (Матуш) III был сторонником короля Чехии Вацлава III. В сентябре 1302 года Иштван Чак возглавил армию Карла Роберта Анжуйского, чтобы занять Будайскую крепость, резиденцию Вацлава. Однако осада закончилась неудачей, Иван Кесеги, сторонник Пржемысловичей, успешно оборонял столицу. В августе 1304 года Иштван Чак был в числе баронов, подписавших Прессбургский договор (Pozsony; сегодня Братислава, Словакия) между королём Венгрии Карлом I Робертом и Рудольфом III, герцогом Австрии и Штирии, против короля Чехии Вацлава III. Иштван Чак скончался между 1307 и 1309 годами. Его сыновья, Марк II и Петер III, присутствовали на второй коронации Карла I 15 июня 1309 года, продолжая политическую ориентацию своего отца.